# Sie wusste zuviel
Sie wusste zuviel („Une femme à abattre“) ist ein französischer Fernsehfilm von Olivier Langlois aus dem Jahre 2008. Es ist ein Politdrama über die Pressefreiheit in Russland im Zusammenhang mit dem Fall Anna Politkowskaja.

## Handlung
Der russische Journalist Andrei Karpow lebt gemeinsam mit seiner Freundin Claire – sie arbeitet als Lehrerin – in Paris im Exil. Nach dem Mord an seiner Kollegin Anna Politkowskaja reist er nach Moskau und macht sich auf die Suche, um auf deren Beerdigung die Hintergründe der Ermordung zu recherchieren. Als Claire tagelang kein Lebenszeichen von ihrem Freund erhält, reist sie ihm mit einer unerträglichen Angst im Bauch hinterher. Ihre Nachforschungen führen sie zuerst nach Moskau; auf der Suche nach Andrei bringt sie ihr eigenes Leben in Gefahr, doch sie trifft auch Menschen wie Ludmila, die Andrei aus seiner Zeit in Russland kennen und ihr weiterhelfen. So wird sie nach Tschetschenien geschmuggelt, um dort ihre Suche nach Andrei fortzusetzen.

## Kritiken
„„Sie wusste zuviel“ führt auf eindringliche Weise an die Korruption und die brutalen, undurchsichtigen Machenschaften in Russland und Tschetschenien heran. Olivier Langlois gelingt es, fühlbar zu machen, was es bedeutet, dort, wo die Pressefreiheit unterbunden wird, als Journalist für die Wahrheit zu kämpfen. Den Rahmen für die Geschichte von Andreï und Claire bildet der weltweit bekannt gewordene Mordfall an der kremlkritischen Journalistin und Aktivistin für Menschenrechte, Anna Politkowskaja, die im Oktober 2006 in Moskau erschossen wurde.“

„Oliver Langlois gelingt es, spürbar zu machen, was es bedeutet, in einem Staat, in dem die Pressefreiheit stark eingeschränkt ist, für die Wahrheit zu kämpfen. Den Rahmen für die Geschichte bildet der weltweit bekannt gewordene Mordfall an der Journalistin und Menschenrechtlerin Anna Politkowskaja, die im Oktober 2006 in Moskau erschossen wurde.“